# Natalie Lamb
Natalie Lamb (geborene Natalie Elston, eigentlich Natalie Paine; * 10. November 1932 in New York; † 7. Oktober 2016) war eine US-amerikanische Blues- und Jazzsängerin.

## Leben und Wirken
Lamb besuchte das Hunter College und absolvierte anschließend ein Studium der Erziehungswissenschaft an der Columbia University, das sie mit der Promotion abschloss. Sie arbeitete in den folgenden dreißig Jahren im öffentlichen Schulsystem New Yorks. Daneben trat sie zunächst als Folksängerin auf, bevor sie sich unter dem Eindruck eines Albums von Odetta mit klassischen Bluesgesang beschäftigte. Sie trat 1965 mit Sammy Price, in den folgenden Jahren mit verschiedenen Blues- und Oldtime-Jazz-Bands wie der Red Onion Jazz Band (Livemitschnitt 1969 aus der New Yorker Town Hall) und den Peruna Jazzmen auf. 1973 entstand das Livealbum Natalie Lamb Wails the Blues, bei dem sie u. a. von Kenny Davern und Art Hodes begleitet wurde. Ferner nahm sie mit Wild Bill Davison (Jazz Hayloft Style, Volumes 1 & 2, 1974, u. a. mit Slide Harris, Tommy Gwaltney, Dick Wellstood) und Claude Hopkins (Sophisticated Swing, 1974) auf. 1979 entstanden erste Aufnahmen für das Album Nathalie Lamb/Sammy Price and the Blues (mit Doc Cheatham), gefolgt von Jazz of The Connecticut Traditional Jazz Club (1982) und zuletzt um 1998 Blues ’Round the Clock. Sie gastierte auch auf europäischen Trad-Jazz-Festivals. Im Bereich des Jazz war Lamb zwischen 1969 und 1999 an 20 Aufnahmesessions beteiligt. Zuletzt lebte sie in Annapolis, zuvor in Philmont (New York).